# 第七号掃海艇 (3代)
|                    |                                                              |
| 艦歴               |                                                              |
| 計画               | 昭和12年度計画（③計画）                                      |
| 起工               | 1937年10月27日                                               |
| 進水               | 1938年6月16日                                                |
| 竣工               | 1938年12月15日                                               |
| その後             | 1944年4月15日雷撃により沈没                                  |
| 除籍               | 1944年6月10日                                                |
| 性能諸元（竣工時） |                                                              |
| 排水量             | 基準：630t 公試：738t                                        |
| 全長               | 72.5m                                                        |
| 水線長             | 71.3m                                                        |
| 全幅               | 7.85m                                                        |
| 吃水               | 2.60m                                                        |
| 主缶               | ロ号艦本式罐・石炭重油混焼 2基                               |
| 機関               | 艦本式オールギヤードタービン 2基 2軸推進 3,850㏋             |
| 燃料               | 石炭 118t 重油 48t                                           |
| 速力               | 20kt                                                         |
| 航続距離           | 14ktで2,000海里                                              |
| 乗員               | 103名                                                        |
| 兵装               | 45口径三年式12cm単装砲 3基 25mm連装機銃 1基 爆雷 36個 掃海具 |

第七号掃海艇（だいななごうそうかいてい）は、日本海軍の掃海艇。第七号型掃海艇 (3代)の1番艇。

## 艦歴
1937年（昭和12年）10月27日、玉造船所で起工。1938年（昭和13年）4月15日、掃海艇に類別。同年6月16日進水。同年12月15日に竣工。佐世保鎮守府籍に編入。
1939年（昭和14年）、日中戦争において華南の作戦に参加。
1941年（昭和16年）6月1日、第三艦隊第一根拠地隊に編入。同年12月8日、太平洋戦争に参加し、比島レガスビー攻略作戦に参加。以後、メナド、ケンダリー、アンボン、マカッサル、クーパンの各攻略参戦で船団護衛に従事。
1942年（昭和17年）3月10日、第一南遣艦隊第十特別根拠地隊に編入され、シンガポール方面の船団護衛を担当。1943年（昭和18年）6月21日、シンガポールで入渠修理を実施。その後、アンダマン方面の船団護衛に従事。
1944年（昭和19年）4月15日、アンダマン諸島ポートブレア付近で沖でイギリス海軍潜水艦ストームの雷撃で撃沈された。同年6月10日に除籍。

## 歴代艇長
艤装員長
- 北野亘 少佐：不詳 -

艇長
- 横山喜一 少佐：1938年12月15日[5] - 1940年4月24日[6]
- 杉田敏三 少佐：1940年4月24日[6] - 1940年11月15日[7]
- 角町與平 少佐：1940年11月15日[7] - 1941年9月10日[8]
- 益満行孝 大尉：1941年9月10日[8] -